# The National (Abou Dabi)
Pour les articles homonymes, voir The National.
The National est un quotidien privé de langue anglaise publié à Abou Dabi, dans les Émirats arabes unis. En novembre 2016, International Media Investments (IMI) a annoncé l'acquisition de The National d'Abou Dhabi Media (ADM) et la relance de The National le 1er juillet 2017, sous la direction de Mina Al-Oraibi

## Histoire et profil
The National a été publié pour la première fois le 17 avril 2008 par Abu Dhabi Media,. La société de médias appartenant au gouvernement dirigeait le journal ainsi que d'autres publications, notamment Aletihad, Zahrat Al Khaleej, Majed et National Geographic Al Arabiya (en partenariat avec National Geographic ). En 2016, The National a été acquise par International Media Investments, une filiale de l´Abu Dhabi Media Investment Corporation, une société d'investissement privée appartenant à Mansour bin Zayed Al Nahyan, également propriétaire de Sky News Arabia . The National a eu trois rédacteurs en chef : Mohammed Al Otaiba a servi de février 2014 à octobre 2016; Hassan Fattah de juin 2009 à octobre 2013; et Martin Newland, qui était l'éditeur de lancement, d'avril 2008 à juin 2009,.